# Radixina
La radixina è una proteina codificata negli esseri umani dal gene RDX.
È, insieme a ezrina e moesina, parte dalla famiglia delle proteine ERM, e funge da intermedio tra la membrana plasmatica e l'actina. Tramite ibridazione fluorescente in situ è stato localizzato il gene codificante a livello del cromosoma 11 (q23), sebbene ne siano state identificate due forme troncate codificate dagli pseudogeni RDXP2, localizzato a livello del cromosoma X (p21.3) e RDXP1, sempre a livello del cromosoma 11.